# Коркмаз, Эгемен
Эгемен Коркмаз (тур. Egemen Korkmaz; 3 ноября 1982 года, Балыкесир) — бывший турецкий футболист, игравший на позиции защитника.

## Клубная карьера
Эгемен Коркмаз начинал свою карьеру футболиста в клубе «Балыкесирспор» из своего родного города, который в то время имел статус любительского. В 2000 году он заключил свой первый профессиональный контракт с командой «Карталспор». В начале 2002 года Эгемен перешёл в клуб турецкой Суперлиги «Бурсаспор». 3 марта 2002 года он дебютировал в главной турецкой лиге, выйдя на замену в домашнем поединке против «Анкарагюджю». 3 мая 2003 года Эгемен забил свой первый гол на высшем уровне, открыв счёт в домашней игре с «Фенербахче». Всего он за «Бурсаспор» отыграл 6 с половиной сезонов, в том числе два в Первой лиге в 2004—2006 годах. Летом 2008 года Эгемен перешёл в «Трабзонспор». 13 сентября 2009 года он сделал хет-трик в гостевом матче против «Истанбула ББ». Летом 2011 года Эгемен заключил соглашение с «Бешикташем», а спустя год — с его непримиримым соперником «Фенербахче». За последний он провёл 3 сезона. и за это время стал чемпионом страны, обладателем Кубка и Суперкубка Турции. Эгемен выступал за «Бешикташ» в Лиге Европы УЕФА 2011/12, где его гол принёс домашнюю победу с минимальным счётом над киевским «Динамо». За «Фенербахче» он играл в Лиге чемпионов УЕФА и в Лиге Европы 2012/13, где его голы принесли победы над кипрским АЕЛом» и португальской «Бенфикой» в полуфинале Лиги Европы.
В середине июля 2015 года Эгемен перешёл в клуб швейцарской Челлендж-лиги «Виль».

## Достижения
«Бурсаспор»
- Победитель Первой лиги Турции (1): 2005/06

 «Трабзонспор»
- Обладатель Кубка Турции (1): 2009/10
- Обладатель Суперкубка Турции (1): 2010

 «Фенербахче»
- Чемпион Турции (1): 2013/14
- Обладатель Кубка Турции (1): 2012/13
- Обладатель Суперкубка Турции (1): 2014